# Darius Kaiser
Darius Kaiser, né Dariusz Kajzer le 15 octobre 1961 à Tychowo en Pologne, est un coureur cycliste né polonais et devenu allemand en 1987.

## Biographie
Ayant encore la nationalité polonaise, Darius Kaiser remporte une étape du Tour de Pologne en 1985 et dispute le Tour d'Espagne 1986 avec l'équipe nationale polonaise.
En 1987, il s'installe en République fédérale d'Allemagne. Vice-champion d'Allemagne sur route amateurs en 1988, il passe professionnel l'année suivante, au sein de l'équipe Stuttgart, qui devient la Telekom en 1991. Durant ces trois années chez les professionnels, il est notamment champion d'Allemagne sur route, deuxième du Tour de Luxembourg et troisième du Coca-Cola Trophy en 1989.
En 1991, il doit arrêter sa carrière à la suite d'une grave blessure.

## Palmarès
- 1985
  - 5e étape du Tour de Pologne
- 1988
  - 2e du championnat d'Allemagne sur route amateurs
- 1989
  -  Champion d'Allemagne sur route
  - 1re étape de la Schwanenbrau Cup
  - 2e du Tour de Luxembourg
  - 3e du Coca-Cola Trophy
- 1990
  - 2e du championnat d'Allemagne sur route